# Karl Wilhelm Gottlob Kastner
Karl Wilhelm Gottlob Kastner (Gryfice, 31 de outubro de 1783 – 13 de julho de 1857) foi um químico alemão.

## formação e carreira
Kastner obteve um doutorado em 1805 na Universidade de Jena, orientado por Johann Friedrich August Göttling. Foi orientador de Justus von Liebig. Foi orientador do químico Justus von Liebig.